# 1956 год
1956 (ты́сяча девятьсо́т пятьдеся́т шесто́й) год  по григорианскому календарю — високосный год, начинающийся в воскресенье. Это 1956 год нашей эры, 6‑й год 6‑го десятилетия XX века 2‑го тысячелетия, 7‑й год 1950‑х годов. Он закончился 69 лет назад.
| Пн | Вт | Ср | Чт | Пт | Сб | Вс |
|    |    |    |    |    |    | 1  |
| 2  | 3  | 4  | 5  | 6  | 7  | 8  |
| 9  | 10 | 11 | 12 | 13 | 14 | 15 |
| 16 | 17 | 18 | 19 | 20 | 21 | 22 |
| 23 | 24 | 25 | 26 | 27 | 28 | 29 |
| 30 | 31 |    |    |    |    |    |

| Пн | Вт | Ср | Чт | Пт | Сб | Вс |
|    |    | 1  | 2  | 3  | 4  | 5  |
| 6  | 7  | 8  | 9  | 10 | 11 | 12 |
| 13 | 14 | 15 | 16 | 17 | 18 | 19 |
| 20 | 21 | 22 | 23 | 24 | 25 | 26 |
| 27 | 28 | 29 |    |    |    |    |

| Пн | Вт | Ср | Чт | Пт | Сб | Вс |
|    |    |    | 1  | 2  | 3  | 4  |
| 5  | 6  | 7  | 8  | 9  | 10 | 11 |
| 12 | 13 | 14 | 15 | 16 | 17 | 18 |
| 19 | 20 | 21 | 22 | 23 | 24 | 25 |
| 26 | 27 | 28 | 29 | 30 | 31 |    |

| Пн | Вт | Ср | Чт | Пт | Сб | Вс |
|    |    |    |    |    |    | 1  |
| 2  | 3  | 4  | 5  | 6  | 7  | 8  |
| 9  | 10 | 11 | 12 | 13 | 14 | 15 |
| 16 | 17 | 18 | 19 | 20 | 21 | 22 |
| 23 | 24 | 25 | 26 | 27 | 28 | 29 |
| 30 |    |    |    |    |    |    |

| Пн | Вт | Ср | Чт | Пт | Сб | Вс |
|    | 1  | 2  | 3  | 4  | 5  | 6  |
| 7  | 8  | 9  | 10 | 11 | 12 | 13 |
| 14 | 15 | 16 | 17 | 18 | 19 | 20 |
| 21 | 22 | 23 | 24 | 25 | 26 | 27 |
| 28 | 29 | 30 | 31 |    |    |    |

| Пн | Вт | Ср | Чт | Пт | Сб | Вс |
|    |    |    |    | 1  | 2  | 3  |
| 4  | 5  | 6  | 7  | 8  | 9  | 10 |
| 11 | 12 | 13 | 14 | 15 | 16 | 17 |
| 18 | 19 | 20 | 21 | 22 | 23 | 24 |
| 25 | 26 | 27 | 28 | 29 | 30 |    |

| Пн | Вт | Ср | Чт | Пт | Сб | Вс |
|    |    |    |    |    |    | 1  |
| 2  | 3  | 4  | 5  | 6  | 7  | 8  |
| 9  | 10 | 11 | 12 | 13 | 14 | 15 |
| 16 | 17 | 18 | 19 | 20 | 21 | 22 |
| 23 | 24 | 25 | 26 | 27 | 28 | 29 |
| 30 | 31 |    |    |    |    |    |

| Пн | Вт | Ср | Чт | Пт | Сб | Вс |
|    |    | 1  | 2  | 3  | 4  | 5  |
| 6  | 7  | 8  | 9  | 10 | 11 | 12 |
| 13 | 14 | 15 | 16 | 17 | 18 | 19 |
| 20 | 21 | 22 | 23 | 24 | 25 | 26 |
| 27 | 28 | 29 | 30 | 31 |    |    |

| Пн | Вт | Ср | Чт | Пт | Сб | Вс |
|    |    |    |    |    | 1  | 2  |
| 3  | 4  | 5  | 6  | 7  | 8  | 9  |
| 10 | 11 | 12 | 13 | 14 | 15 | 16 |
| 17 | 18 | 19 | 20 | 21 | 22 | 23 |
| 24 | 25 | 26 | 27 | 28 | 29 | 30 |

| Пн | Вт | Ср | Чт | Пт | Сб | Вс |
| 1  | 2  | 3  | 4  | 5  | 6  | 7  |
| 8  | 9  | 10 | 11 | 12 | 13 | 14 |
| 15 | 16 | 17 | 18 | 19 | 20 | 21 |
| 22 | 23 | 24 | 25 | 26 | 27 | 28 |
| 29 | 30 | 31 |    |    |    |    |

| Пн | Вт | Ср | Чт | Пт | Сб | Вс |
|    |    |    | 1  | 2  | 3  | 4  |
| 5  | 6  | 7  | 8  | 9  | 10 | 11 |
| 12 | 13 | 14 | 15 | 16 | 17 | 18 |
| 19 | 20 | 21 | 22 | 23 | 24 | 25 |
| 26 | 27 | 28 | 29 | 30 |    |    |

| Пн | Вт | Ср | Чт | Пт | Сб | Вс |
|    |    |    |    |    | 1  | 2  |
| 3  | 4  | 5  | 6  | 7  | 8  | 9  |
| 10 | 11 | 12 | 13 | 14 | 15 | 16 |
| 17 | 18 | 19 | 20 | 21 | 22 | 23 |
| 24 | 25 | 26 | 27 | 28 | 29 | 30 |
| 31 |    |    |    |    |    |    |

## События

### Январь
- 1 января
  - Провозглашение независимости Республики Судан (бывший кондоминиум Англо-Египетский Судан)[1].
  - Открытие железной дороги Москва — Улан-Батор — Пекин[2].
  - Вступило в силу Соглашение Лэнгли-Лауреля, отменяющее контроль США над валютой Филиппин[3].
- 2 января — победа партий Республиканского фронта[англ.] (включал социалистов, левых радикалов, Демократический и социалистический союз сопротивления (ЮДСР) и Народно-республиканское движение) на выборах в Национальное собрание Франции (28,9 % голосов и 192 из 595 мест)[4].
- 4 января — к берегам Антарктиды доставлена первая советская Антарктическая экспедиция[5].
- 6 января — в лаосской провинции Хуапхан по инициативе Народной партии Лаоса созван II съезд Фронта освобождения Лаоса, на котором Фронт был реорганизован в Патриотический фронт Лаоса. Председателем ПФЛ избран принц Суфанувонг, его заместителем — Кейсон Фомвихан[6].
- 9 января — открытие нефтепровода Туймазы — Омск[2].
- 12 января — военные власти Аргентины приняли план привлечения в страну инвестиций[7].
- 15 января — в СССР опубликован проект Директив XX съезда КПСС по шестому пятилетнему плану развития народного хозяйства СССР на 1956–1960 годы[8]
- 18 января
  - Принятие Народной палатой ГДР закона о создании Национальной народной армии ГДР и образовании Министерства национальной обороны ГДР[9].
  - В Лондоне начались переговоры между представителями британского правительства и малайской делегацией во главе с Тунку Абдул Рахманом по вопросу о предоставлении независимости Малайской Федерации[10].
  - Катастрофа стратегического бомбардировщика «Ту-16» в Высокогорском районе Башкирской АССР, погиб весь экипаж, 6 человек[11]
- 20 января — Мао Цзэдун на совещании ЦК Коммунистической партии Китая поставил перед КНР задачу за несколько десятилетий стать первой державой мира и «превзойти Америку на несколько сот миллионов тонн стали»[12].
- 21 января — в Венгрии создан Государственный комитет по атомной энергии[13].
- 23 января — Указами Президиума Верховного Совета СССР № 77 и 78 Камчатская область выведена из состава Хабаровского края в отдельный регион, а Нижне-Амурская область Хабаровского края упразднена, её районы переподчинены краевыми организациям[14].
- 26 января
  - Подписание заключительного протокола и церемония передачи Финляндии территории и сооружений ликвидированной советской военной базы Порккала-Удд[15][16].
  - В итальянском Кортина-д'Ампеццо открылись VII зимние Олимпийские игры (завершились 5 февраля), на которых впервые выступила советская сборная, получившая 7 золотых, 3 серебряных и 6 бронзовых медалей[17][18].
- 28 января 
  - В Праге подписаны декларация государств-участников Организации Варшавского Договора о дружбе, сотрудничестве и взаимной помощи и заключительное коммюнике о заседаниях Политического консультативного комитета государств-участников ОВД[8].
  - В Белграде между СССР и Югославией подписано соглашение о совместных исследованиях в области ядерной физики и использования атомной энергии[19].
- 30 января — вышло секретное постановление Совета Министров СССР № 149-88 «О работах по созданию искусственного спутника Земли», по которому предусматривались создание и вывод на орбиту в 1957—1958 годах «Объекта „Д“» — спутника массой 1000–1400 кг с научной аппаратурой[20].
- 31 января — вступление Жуселину Кубичека в должность президента Бразилии[21].

### Февраль
- 1 февраля — социалист Ги Молле, лидер Республиканского фронта, возглавил новое правительство Франции[22].
- 2 февраля — успешное натурное испытание ракеты «Р-5М» — первой советской баллистической ракеты с ядерной боеголовкой, запущенной с полигона Капустин Яр[23].
- 4 февраля — правительство Австрии запретило деятельность Всемирной федерации профсоюзов на территории страны[24].
- 6 февраля — французское население провело в Алжире демонстрации в поддержку колониального статуса страны[25].
- 8 февраля — после безуспешных переговоров главного министра Малайской федерации Абдул Рахмана и генерального секретаря Коммунистической партии Малайи Чин Пена на таиландской границе в федерации отменена амнистия участникам партизанского движения. Гражданская война продолжилась[26].
- 13 февраля
  - В Москве состоялся пленум ЦК КПСС[27].
  - В Государственной Третьяковской галерее открылась «Выставка произведений советских художников 1917—1956 годов».
  - В Антарктиде на Земле Королевы Мэри открыта советская обсерватория «Мирный»[28].

- 14 февраля 
  - Начало работы XX съезда КПСС (закончил работу 25 февраля). На съезде был утверждён 6-й пятилетний план развития народного хозяйства СССР[29][30]. Принято решение о прекращении в СССР строительства паровозов и о широком внедрении тепловозов и электровозов[источник не указан 1143 дня].
  - Начала вещать 2 программа ЦТ СССР.
- 15 февраля — президентом Финляндии в третьем туре голосования избран премьер-министр Урхо Кекконен[31].
- 17 февраля
  - Подал в отставку премьер-министр Финляндии Урхо Кекконен, избранный президентом страны[32].
  - Катастрофа R5D под Оклендом.
- 18 февраля — в Лондоне завершились длившиеся месяц англо-малайские переговоры. Достигнуто соглашение о представлении Малайской Федерации независимости с августа 1957 года[10].
- 19 февраля — парламентские выборы в Греции. Наибольшее количество голосов получает партия ЭРЭ[33].
- 21 февраля — правительство Австрии приняло решение о вступлении страны в Совет Европы[24].
- 25 февраля — секретный доклад Н. С. Хрущёва «О культе личности и его последствиях» на заключительном заседании XX съезда КПСС с разоблачением культа личности И. В. Сталина[29][30].
- 27 февраля 
  - В Москве состоялся первый пленум ЦК КПСС, избранного XX съездом КПСС[27]. Пленум утвердил Президиум и Секретариат ЦК[34][35].
  - Создание Бюро ЦК КПСС по РСФСР во главе с Н. С. Хрущёвым[36].

### Март
- 1 марта
  - Вступил на пост новый президент Финляндии Урхо Калева Кекконен[37].
  - Принятие военной присяги первыми частями Национальной народной армии ГДР[38].
  - Отмена в Аргентине закона о гражданском браке. На следующий день восстановлено католическое преподавание в школах[7].
- 2 марта
  - В Париже подписана франко-марокканская декларация, отменившая Фесский договор 1912 года и режим протектората Франции над Марокко. Признание Францией независимости Марокко[39].
  - В Иордании командующий Арабским легионом генерал Джон Глабб (Глабб-паша) отстранён от командования и покинул страну[40].
- 4 марта — прошли выборы в Учредительное собрание Южного Вьетнама[41].
- 5 марта — начало демонстраций молодёжи в Тбилиси и ряде других городов Грузии, выступавшей в защиту Сталина под лозунгами «Долой Хрущёва!», «Молотова — во главе КПСС!»[30].
- 6 марта — ЦК КПСС и Совет Министров СССР приняли постановление Об уставе сельскохозяйственной артели и дальнейшем развитии инициативы колхозников в организации колхозного производства и управления делами артели[8].
- 8 марта — принятие поправки к конституции ФРГ, разрешающей введение всеобщей воинской повинности[42].
- 9 марта — ввод в Тбилиси частей Советской армии, которые с применением танков и огнестрельного оружия подавили выступления горожан с требованием отмены решений XX съезда КПСС, направленных против культа личности Сталина[30].
- 12 марта — смерть первого секретаря ЦК Польской объединённой рабочей партии Болеслава Берута (20 марта новым первым секретарём стал Эдвард Охаб)[43].
- 16 марта — власти Малайской федерации заявили, что добровольно сдавшимся в плен бойцам Коммунистической партии Малайи будет предоставлена возможность репатриироваться в Китай[26].
- 19 марта 
  - В ФРГ в рамках создания бундесвера принят «Солдатский закон»[33].
  - Пожар в клубе села Красный Яр. 36 погибших, среди которых 30 детей.
- 20 марта — подписан протокол о признании Францией независимости Туниса. Отменён Бардоский договор о протекторате от 1881 года. Тунис стал независимым королевством во главе с Мухаммадом аль-Амином[44].
- 21 марта — в Лаосе правительство Катая Дона Сасорита сложило свои полномочия после парламентских выборов. Национальное собрание утвердило новое правительство во главе с принцем Суванна Фумой[45].
- 23 марта — провозглашение Исламской Республики Пакистан[16].
- 25 марта — победа партии Новый Дустур[англ.] Хабиба Бургибы на выборах в Национальное учредительное собрание Туниса[44][46].
- 26 марта — подписание в Москве соглашения о создании Объединённого института ядерных исследований социалистических стран в Дубне[47].
- 27 марта — в Венгрии реабилитированы Ласло Райк и другие жертвы репрессий[13].

### Апрель
- 7 апреля — председатель Совета министров Марокко Мбарек Беккаи и министр иностранных дел Испании Альберто Мартин-Артахо[англ.] подписали в Мадриде испано-марокканскую декларацию, по которой Испания признавала независимость Марокко, а бывшее Испанское Марокко воссоединилось с независимым Марокко. Прекратил действие испано-французский договор от 27 ноября 1912 года о разделе Марокко[16][48].
- 14 апреля
  - Хабиб Бургиба после трёх дней консультаций сформировал первое правительство независимого Туниса[44].
  - В Тиране открылась конференция Албанской партии труда, на которой сторонники Хрущёвской оттепели предприняли безуспешную попытку отстранить от власти Энвера Ходжу[49].
- 16 апреля — Австрия принята в Совет Европы[24].
- 17 апреля
  - Вылко Червенков снят с поста председателя Совета министров Народной Республики Болгарии. На его место назначен министр внутренних дел Антон Югов[50].
  - Роспуск Информационного бюро коммунистических и рабочих партий (Коминформа)[29].
  - Над Беринговым морема сбит самолёт электронной разведки ВВС США «RB-47», нарушивший воздушное пространство СССР. 3 члена экипажа пропали без вести[51].
- 18—27 апреля — пребывание в Великобритании Председателя Совета Министров СССР Н. А. Булганина и члена Президиума Верховного Совета СССР Н. С. Хрущёва[8].
- 19 апреля — свадьба князя Монако Ренье III и американской актрисы Грейс Келли (гражданская церемония бракосочетания проходила днём раньше)[52].
- 20 апреля — в Тиране завершилась конференция АПТ[53].
- 21 апреля
  - Подписание в Джидде договора о военном союзе Саудовской Аравии, Египта и Йемена[42].
  - Парламент Индонезии аннулировал все ущемляющие национальный суверенитет соглашения с Нидерландами, заключённые в 1949 году[54][55].
  - Песня Элвиса Пресли «Heartbreak Hotel» стала его первой песней, вышедшей на первое место музыкального чарта «Billboard».
- 22 апреля — катастрофа Ил-14 под Сухуми, погибли 6 человек.
- 23 апреля — состоялся первый концерт Элвиса Пресли в Лас-Вегасе (штат Невада, США).
- 25 апреля — указ Президиума Верховного Совета СССР «Об отмене судебной ответственности рабочих и служащих за самовольный уход с предприятия или учреждения и за прогул без уважительной причины»[56].
- 28 апреля — указ Президиума Верховного Совета СССР «О снятии ограничений по спецпоселению с крымских татар, балкарцев, турок — граждан СССР, курдов, хемшилов и членов их семей, выселенных в период Великой Отечественной войны», по которому эти народы снимались с режима спецпоселения и освобождались из-под административного надзора[30][57].
- 29 апреля — частичное снижение цен в Венгрии[13].

### Май
- 9 мая
  - Плебисцит в Британском Того, на котором большинство избирателей высказалось за присоединение к Золотому Берегу[42].
  - Японский альпинист Тосио Иманиси и шерп-проводник Гьялзен Норбу совершили первое восхождение на Манаслу, восьмой по высоте восьмитысячник мира[58].
- 10 мая — отмена в СССР начиная с 1 сентября платы за обучение в старших классах средней школы, в средних специальных и высших учебных заведениях[30].
- 18 мая — швейцарские альпинисты Эрнст Райсс и Фриц Лухзингер совершили первое восхождение на Лхоцзе, четвёртый по высоте восьмитысячник мира[59].
- 24 мая — в швейцарском городе Лугано прошёл первый конкурс песни Евровидение, в котором победу одержала певица из Швейцарии Лиз Ассиа с песней «Refrain»[60].
- 25 мая — в Тиране открылся III съезд правящей Албанской партии труда. Завершил работу 3 июня, внеся изменения в устав партии и приняв директивы по 2-й пятилетке (1956—1960)[61].
- 28 мая — подписание Францией и Индией договора о передаче Индии бывших французских владений Пондишери, Карикал, Янам и Маэ, составлявших Французскую Индию[16].
- 31 мая — в Тунисе издан первый декрет об аграрных преобразованиях — секуляризованы и национализированы общественные и частные земли религиозных учреждений и духовных лиц. 18 июля был принят второй подобный декрет[62].

### Июнь
- 1 июня — освобождение В. М. Молотова от должности министра иностранных дел СССР. Назначение на этот пост Д. Т. Шепилова[42].
- 6 июня — постановление Совета Министров СССР «Об отмене платы за обучение в старших классах средних школ, в средних специальных и высших учебных заведениях СССР».
- 9 июня — в Аргентине перонисты во главе с генералом Хуаном Хосе Валье подняли восстание против военного правительства генерала Педро Арамбуру. Восстание жестоко подавлено 14 июня[63].
- 13 июня — в Париже прошёл первый финал Кубка европейских чемпионов по футболу. Победителем стал испанский «Реал Мадрид», который обыграл французский «Реймс» со счётом 4:3.
- 14 июня — английские войска покинули зону Суэцкого канала (Египет).
- 17 июня — объявлено о создании Национальной армии Туниса[64].
- 18 июня — последние иностранные войска покинули Египет.
- 20 июня — подписание в Москве в ходе визита президента Югославии И. Броз Тито в СССР (1—23 июня) совместного заявления правительств СССР и Югославии и «Декларации об отношениях между КПСС и Союзом коммунистов Югославии»[30].
- 23 июня — на референдуме утверждена республиканская конституция Египта[65][66].
- 24 июня — выборы в альтинг Исландии[67].
- 25 июня — шах Ирана Мохаммед Реза Пехлеви начал свой первый визит в СССР. Визит завершится 10 июля[68].
- 26 июня — катастрофа стратегического бомбардировщика «Ту-16» в Рязанской области, погиб весь экипаж, 6 человек[11]
- 28 июня — подавление выступления рабочих в Познани, сопровождавшееся человеческими жертвами[42].
- 29 июня — в Коломне конструктор Л. С. Лебедянский открыл митинг, посвящённый выпуску последнего советского магистрального пассажирского паровоза П36-0251 и выпуску первого послевоенного тепловоза ТЭЗ-1001[69]. В декабре был прекращён и выпуск магистральных грузовых паровозов; последним из них стал паровоз ЛВ-0522.
- 30 июня
  - Постановление ЦК КПСС «О преодолении культа личности и его последствий»[29][70].
  - Центральное руководство Венгерской партии трудящихся приняло решение о запрете кружка Петёфи[71].
  - Над Большим Каньоном столкнулись самолёты Douglas DC-7 Mainliner компании United Airlines и Lockheed L-1049 Super Constellation компании TWA, погибли 128 человек. В то время это была крупнейшая авиакатастрофа в Соединённых Штатах.

### Июль
- 1 июля — в СССР начат выпуск газеты «Советская Россия»[72].
- 4 июля — ушло в отставку первое правительство независимого Судана во главе с Исмаилом аль-Азхари[73].
- 7 июля — первое восхождение на Гашербрум II совершили альпинисты Фриц Моравек, Ганс Вилленпарт, Зепп Ларх (Австрия).
- 8 июля — в Судане сформировано коалиционное правительство генерала Абдуллы Халиля[73][74].
- 10 июля — председатель Президиума Верховного Совета СССР маршал К. Е. Ворошилов на прощальном приёме в честь шаха Ирана Мохаммеда Резы Пехлеви заявил, что СССР не имеет к Ирану никаких территориальных и иных претензий и не ищет там для себя каких либо особых прав и преимуществ[68].
- 11—16 июля — в Москве состоялась пятая сессия Верховного Совета СССР 4-го созыва[75].
- 12 июля — между СССР и Египтом заключено «Соглашение о сотрудничестве в использовании атомной энергии в мирных целях»[76].
- 13 июля
  - В городе Хайфа (Израиль) заложен «Кармелит», первый на Ближнем Востоке метрополитен.
  - Катастрофа C-118 в Макгуайре.
- 14 июля — принятие 5-й сессией Верховного Совета СССР 4-го созыва Закона СССР «О государственных пенсиях». Предоставление (при определённых условиях) права на пенсию колхозникам[29][30].
- 16 июля — Карело-Финская ССР преобразована в Карельскую АССР (ныне — Республика Карелия в составе РФ)[29].
- 18 июля — открывшийся в этот день июльский пленум Венгерской партии трудящихся снял с поста Первого секретаря ВПТ Матьяша Ракоши. Новым Первым секретарём ВПТ избран Эрнё Герё, в руководство партии возвращены реабилитированные Янош Кадар и Дьюла Каллаи[77].
- 19 июля — после того, как президент Египта Гамаль Абдель Насер объявил об отказе расторгнуть соглашение с социалистическими странами о закупке оружия, США отказали Египту в займе на строительство Асуанской плотины[66].
- 20 июля — подписание И. Броз Тито, Г. А. Насером и Дж. Неру Брионской декларации о принципах мирного сосуществования между государствами[78].
- 21 июля — Великобритания и МБРР вслед за США объявили, что Египет лишается займа на строительство Асуанской плотины[66].
- 25 июля — в Атлантическом океане океанский лайнер «Андреа Дориа» столкнулся с лайнером MS.Stockholm[79]. Жертвами стали 50 человек, «Андреа Дориа» затонул.
- 26 июля — президент Египта Гамаль Абдель Насер объявил в Александрии о национализации Суэцкого канала. Начало Суэцкого кризиса[66][80].
- 27 июля — в ФРГ принят закон о всеобщей воинской повинности[33].
- 29 июля — подписан акт о безвозмездной передаче СССР Ирану прав и советской доли имущества нефтяного акционерного общества «Кевир-Хуриан»[81].

### Август
- 1 августа — во Вьентьяне начались переговоры о национальном примирении между премьер-министром Лаоса принцем Суванна Фумой и руководителем Патриотического фронта Лаоса принцем Суфанувонгом[45].
- 5 августа — королевское правительство Лаоса и Патриотический фронт Лаоса опубликовали совместное коммюнике, в котором заявили о прекращении военных действий в северных провинциях Хуапхан и Пхонгсали[82].
- 8 августа — катастрофа на шахте Буа-дю-Казье (Бельгия). Из 275 горняков выжили 13.
- 10 августа — в Лаосе опубликована заключительная декларация по итогам переговоров премьер-министра Суванна Фумы и лидера ПФЛ Суфанувонга. Заявлено, что стороны пришли к принципиальному соглашению по вопросам национального примирения[82][83].
- 14 августа — в Суммаме открылся конгресс Фронта национального освобождения Алжира. Завершил работу 21 августа, приняв программу Фронта, предусматривавшую создание в Алжире независимой «демократической и социальной республики»[84].
- 15 августа — постановление ЦК КПСС и Совета Министров СССР № 1127 «О Ленинских премиях за наиболее выдающиеся работы в области науки, техники, литературы и искусства». Возрождение существовавшей в 1925—1935 гг. практики присуждения ежегодных премий имени В. И. Ленина как одной из высших форм поощрения граждан за достигнутые успехи[85].
- 17 августа — запрещение федеральным конституционным судом ФРГ деятельности компартии Германии[78].
- 20 августа — премьер-министр Лаоса Суванна Фума прибыл с восьмидневным визитом в КНР для переговоров о нормализации отношений в свете национального примирения в Лаосе[82].
- 28 августа — премьер-министр Лаоса Суванна Фума прибыл с двухдневным визитом в Демократическую Республику Вьетнам. Стороны заявили, что договорились установить добрососедские отношения на основе принципов мирного сосуществования[82].
- 30 августа — группа советских альпинистов под руководством Виталия Абалакова впервые достигла вершины Пика Победы (7439 м).
- 30 августа — объявление Французского Того автономной республикой в составе Французского Союза[16].
- 30—31 августа — в Пхеньяне прошёл пленум ЦК Трудовой партии Кореи: попытка прокитайских и просоветских фракционеров отстранить от власти Ким Ир Сена не удалось, начинается кампания политических репрессий.

### Сентябрь
- 3 сентября — во время шторма в Баренцевом море затонул советский лихтер «Тундра», погибли 13 из 17 моряков.
- 4 сентября — компания IBM представила первый в мире накопитель на жёстких магнитных дисках IBM 350 Disk Storage — запоминающее устройство для компьютеров (13 сентября компания продемонстрировала компьютер IBM 305 RAMAC[англ.], в котором использовалось данное устройство)[86].
- 7 сентября — СССР подписал Дополнительную конвенцию об упразднении рабства, работорговли и институтов и обычаев, схожих с рабством[19].
- 8 сентября — постановление Совета Министров СССР, ЦК КПСС и ВЦСПС «О повышении заработной платы низкооплачиваемым рабочим и служащим». Установление размера минимальной заработной платы[29][30].
- 10 сентября — в районе Японского моря сбит самолёт ВВС США «RB-50», нарушивший воздушное пространство СССР. 16 членов экипажа погибли[51].
- 15 сентября
  - «Ту-104» совершил первый регулярный рейс по маршруту Москва–Омск–Иркутск.
  -  Открылся VIII съезд Коммунистической партии Китая (завершил работу 27 сентября). Принятие программы экономического развития КНР во второй пятилетке (1958—1962 гг.)[87].
- Почтовые администрации шести стран-участниц Европейского объединения угля и стали (Бельгии, Западной Германии, Италии, Люксембурга, Нидерландов и Франции) выпустили первые совместные почтовые марки «Европа».
- 21 сентября — президент Никарагуа генерал Анастасио Сомоса смертельно ранен из пистолета бывшим санитарным инспектором Ригоберто Лопесом Пересом в городе Леон на церемонии выдвижения кандидатуры Сомосы на новый президентский срок. Ригоберто Лопес застрелен охраной, Анастасио Сомоса доставлен в военный госпиталь США в Зоне Панамского канала[88][89].
- 22 сентября — Катастрофа Ми-4 под Арзамасом, погибли 4 человека.
- 29 сентября
  - Национальный конгресс Лаоса принял пересмотренную конституцию, в тот же день утверждённую королём. Из конституции были удалены все статьи, утверждавшие зависимость от Франции, а также были декларированы равенство граждан перед законом и демократические свободы[90].
  - Скончался от ран диктатор Никарагуа генерал Анастасио Сомоса Гарсиа. Временным президентом страны стал его старший сын, командующий Национальной гвардией Луис Сомоса[91].

### Октябрь
- 10 октября — с конвейера Горьковского автозавода сошла первая партия автомобилей ГАЗ-М-21 «Волга»[92].
- 16 октября — начало волнений в высших учебных заведениях Венгрии[13].
- 19 октября
  - Подписание в Москве в ходе визита в СССР премьер-министра Японии Итиро Хатоямы советско-японской Декларации о прекращении состояния войны и восстановлении дипломатических отношений[93].
  - Начало работы VIII пленума ЦК ПОРП. Избрание первым секретарём ЦК ПОРП Владислава Гомулки[78].
- 21 октября — на парламентских выборах в Иордании победил блок националистических партий, начавший искоренение в стране британского влияния[94].
- 22 октября — в Южном Вьетнаме правительство Нго Динь Зьема ввело земельный декрет, предусматривавший постепенный выкуп крестьянами части земель поместий[62][95].
- 23 октября — начало Венгерского восстания 1956 года (в советской историографии — «контрреволюционного мятежа»)[78][96].
- 24 октября
  - ввод в Будапешт по просьбе правительства Эрнё Герё советских войск[42][97].
  - Председателем Совета министров Венгрии назначен Имре Надь, призвавший мятежников сложить оружие. В стране объявлено чрезвычайное положение, введены военно-полевые суды[97][98].
  - 400-тысячный митинг в Варшаве, Владислав Гомулка выступает с речью о десталинизации[99].
- 25 октября — Эрнё Герё снят с поста Первого секретаря Венгерской партии трудящихся и заменён Яношем Кадаром[100].
- 26 октября — СССР подписал Устав Международного агентства по атомной энергии[19].
- 27 октября — подписание Францией и ФРГ Люксембургского договора — соглашения, по которому Саарская область с 1 января 1957 года должна была войти в состав ФРГ[78].
- 28 октября — редакционная статья органа ЦК ВПТ «Сабад неп», объявлявшая события в Венгрии «национальным и демократическим восстанием». Роспуск Имре Надем органов госбезопасности Венгрии[97].

- 29 октября
  - В ходе Суэцкого кризиса войска Израиля вторглись на принадлежащий Египту Синайский полуостров[16][42].
  - Советская армия выведена из Будапешта[101].
  - Отмена международного режима Танжера, который с 1 января 1957 года должен был войти в состав Марокко[39].
- 30 октября
  - Опубликована Декларация правительства СССР об основах развития и дальнейшего укрепления дружбы и сотрудничества между Советским Союзом и другими социалистическими государствами.
  - Имре Надь объявил о ликвидации в Венгрии однопартийной системы[101]. Роспуск ранее правившей Венгерской партии трудящихся[102].
  - В Египте объявлено состояние всеобщей мобилизации[103].
- 31 октября
  - Начало военных действий Великобритании и Франции против Египта. Налёты британской и французской авиации на Каир, Александрию и другие египетские города. Заявление Советского правительства с осуждением англо-франко-израильской агрессии против Египта[42][104].
  - Подписание в Лаосе нового соглашения о перемирии между королевскими вооружёнными силами и частями Освободительной армии Лаоса[90].

### Ноябрь
- 1 ноября
  - Создание Венгерской социалистической рабочей партии, председателем временного исполкома которой стал Янош Кадар[102].
  - Вступление в силу закона о новом административно-территориальном делении Индии, по которому страна делилась на 14 штатов и 6 союзных территорий[105].
- 2 ноября
  - Имре Надь создал новое, многопартийное правительство Венгрии и заявил о выходе страны из Варшавского договора, провозгласив её нейтральной страной[42][97].
  - Резолюция чрезвычайной сессии Генеральной Ассамблеи ООН с требованием прекращения огня в Египте[78].
  - Генеральный секретарь Патриотического фронта Лаоса Фуми Вонгвичит и министр просвещения королевского правительства Нгон Сананикон подписали Соглашение о методах и средствах проведения политики мира и нейтралитета[90].
- 3 ноября — создание в Сольноке Революционного рабоче-крестьянского правительства Венгрии во главе с Яношем Кадаром[78].
- 4 ноября — повторный ввод советских войск в Будапешт и подавление антикоммунистического восстания в Венгрии[29][106].
- 5 ноября
  - Высадка в Порт-Саиде британско-французского воздушного десанта[42][107].
  - Послания правительства СССР премьер-министрам Великобритании, Франции и Израиля с призывом прекратить агрессию в Египте и предупреждением о решимости Советского Союза применить силу для восстановления мира на Ближнем Востоке[108].
- 6 ноября — президентские выборы в США. Победа действующего президента Дуайта Эйзенхауэра, получившего 35,6 млн голосов против 26,0 млн у демократа Эдлая Стивенсона[42].
- 7 ноября — прекращение военных действий в Египте[78].
- 11 ноября — опубликовано заявление ТАСС, в котором указывалось, что в случае отказа Великобритании, Франции и Израиля вывести в соответствии с решениями ООН свои войска с территории Египта соответствующие органы СССР не будут препятствовать выезду советских граждан-добровольцев, пожелавших принять участие в борьбе египетского народа за его независимость.
- 12 ноября — принятие в ООН Марокко, Судана и Туниса[78].
- 15 ноября — после разоблачения на XX съезде КПСС культа личности Сталина Мао Цзэдун на II Пленуме ЦК КПК призвал развернуть в партии движение по «упорядочению стиля» — чистку партии от сторонников советских методов и о развёртывании «китайских методов» строительства социализма[109].
- 17 ноября — Учредительное собрание Кашмира приняло конституцию Джамму и Кашмира, закрепляющую его вхождение с состав Индии на правах штата[110].
- 22 ноября — начало XVI Олимпийских игр в Мельбурне. Завершились 8 декабря[42]. Наиболее успешным было выступление советской сборной, получившей 37 золотых, 29 серебряных и 32 бронзовые медали; при этом чемпионом игр стала сборная СССР по футболу (результат, который удалось повторить лишь один раз — в 1988 году).
- 30 ноября
  - Подписание СССР и Чехословакией договора о режиме границы и порядке урегулирования пограничных инцидентов[19].
  - Военные власти Аргентины официально распустили бывшую правящую Перонистскую партию[7].

### Декабрь
- 2 декабря — высадка на Кубе в провинции Орьенте с моторной яхты «Гранма» отряда из 82 революционеров во главе с Фиделем Кастро. Начало нового этапа Кубинской революции, основное содержание которого составила партизанская борьба революционеров против диктатуры Батисты[42][111].
- 5 декабря
  - Начало эвакуации британских и французских войск из Египта (завершена 22 декабря)[42].
  - В залах Ленинградского Союза советских художников открылась «Осенняя выставка произведений ленинградских художников», в которой приняли участие свыше 470 мастеров изобразительного искусства[источник не указан 1143 дня].
- 6 декабря — в Республике Гаити в результате волнений подал в отставку президент Поль Эжен Маглуар, пытавшийся продлить срок своих полномочий[112]. Он сформировал и возглавил временный правящий совет.
- 9 декабря — Катастрофа Ли-2 под Анадырем.
- 11 декабря — в Венгрии учреждены военно-полевые суды. Подавлена попытка Будапештского рабочего совета организовать всеобщую забастовку[113].
- 12 декабря — Жозеф Немюр Пьер-Луи заявил по радио, что стал исполняющим обязанности президента Гаити после ухода Поля Эжена Маглуара и назначил президентские выборы на апрель 1957 года[источник не указан 1143 дня].
- 17 декабря
  - Подписание в Варшаве договора между СССР и Польской Народной Республикой о правовом статусе советских войск, временно находящихся в Польше[19].
  - Предложение СССР заключить пакт о ненападении между НАТО и Организацией Варшавского договора[29].
- 18 декабря — принятие Японии в ООН[42][114].
- 24 декабря — генеральный секретарь Патриотического фронта Лаоса Пхуми Вонгвичит и министр просвещения королевского правительства Нгон Сананикон подписали Соглашение о гарантии гражданских прав участникам Патет Лао, их сторонникам и всем бывшим бойцам[115].
- 26 декабря — на Кубе сторонниками президента Фульхенсио Батисты убиты 22 профсоюзных деятеля (Кровавое Рождество)[116].
- 27 декабря — премьера балета «Спартак» А. И. Хачатуряна, поставленного Ленинградским театром оперы и балета[источник не указан 1143 дня].
- 28 декабря — премьер-министр Лаоса Суванна Фума и председатель Патриотического фронта Лаоса Суфанувонг подписали коммюнике о сформировании правительства национального единства с участием представителей ПФЛ[117].
- 31 декабря — советская газета «Правда» начинает публикацию рассказа Михаила Шолохова «Судьба человека»[118].

### Без точных дат
- В городе Мортерос[англ.] (провинция Кордова, Аргентина) в мае 1956 года основана авиастроительная компания Aero Boero.
- В Массачусетском технологическом институте создан первый многоцелевой транзисторный программируемый компьютер TX-0.
- Начато строительство Московской кольцевой автомобильной дороги (МКАД).

## Персоны года
Человек года по версии журнала Time — Венгерское восстание (абстрактное понятие).

## Родились
См. также: Категория:Родившиеся в 1956 году

### Январь
- 3 января
  - Михаил Васьков, советский и российский актёр.
  - Мел Гибсон, австралийский актёр, кинорежиссёр.
- 12 января — Николай Носков, российский музыкант, певец, композитор.
- 31 января — Вера Глаголева, советская и российская актриса (ум. в 2017).
- 31 января — Гвидо Ван Россум, автор языка программирования Python.

### Февраль
- 7 февраля — Марк Сент Джон, американский рок-музыкант, гитарист группы «Kiss» (ум. в 2007).
- 19 февраля — Олег Митяев, советский и российский автор-исполнитель.
- 27 февраля — Анне Вески, советская и эстонская певица.

### Март
- 6 марта — Владимир Валерианович Прибыловский (ум. 2016), советский диссидент, российский политолог, историк, правозащитник, журналист, публицист, переводчик.
- 19 марта — Егор Гайдар, российский экономист и политик (ум. в 2009).
- 20 марта — Бобби Орр, канадский хоккеист.
- 23 марта — Жозе Мануэл Баррозу, премьер-министр Португалии в 2002—2004 годах.
- 23 марта — Алексей Улюкаев, российский государственный деятель, учёный-экономист.
- 25 марта — Ефим Шифрин, советский и российский актёр.

### Апрель
- 3 апреля — Мигель Бозе, испанский певец и актёр.
- 5 апреля — Хуан Хойя Борха, испанский комик и актёр, более известный как Хохотун.
- 6 апреля — Игорь Саруханов, советский и российский поп-рок-певец, композитор и поэт. Заслуженный артист России (1997), член Союза писателей России, член Союза композиторов России.
- 8 апреля — Александр Побегалов, российский футбольный тренер.
- 8 апреля — Никас Сафронов, советский и российский художник.
- 11 апреля — Ефрем Амирамов, советский и российский автор-исполнитель.
- 12 апреля — Энди Гарсиа, американский актёр.
- 18 апреля — Эрик Робертс, американский актёр.
- 19 апреля — Сергей Скачков, советский и российский рок-музыкант, солист и фронтмен группы «Земляне».
- 26 апреля — Иманоль Ариас, испанский актёр и телеведущий.
- 26 апреля — Александр Клюквин, советский и российский актёр, официальный голос телеканала «РТР» («Россия»).
- 28 апреля — Нэнси Ли Гран, американская актриса.
- 30 апреля — Ларс фон Триер, датский режиссёр.

### Май
- 3 мая — Наталья Андрейченко, советская и российская актриса.
- 10 мая — Владислав Листьев, российский журналист, телеведущий (программы «Взгляд», «Поле чудес», «Тема»), первый генеральный директор канала «ОРТ». (убит в 1995)
- 13 мая — Шри Шри Рави Шанкар, индийский духовный и гуманитарный лидер.
- 15 мая — Рихо Унт, советский и эстонский сценарист, режиссёр и художник.
- 16 мая — Сергей Васильевич Андреев, советский и российский футболист и футбольный тренер.
- 20 мая — Борис Акунин (Григорий Чхартишвили), российский писатель, японист, литературовед и переводчик.

### Июнь
- 10 июня — Роландас Паксас, литовский политический деятель, президент Литовской Республики в 2003—2004.
- 14 июня
  - Елена Сафонова, советская и российская актриса.
  - Сергей Черняховский, советский и российский политический философ, политолог и публицист.
- 15 июня — Евгений Киселёв, советский, российский и украинский журналист, основатель и первый директор телекомпании «НТВ».

### Июль
- 9 июля — Том Хэнкс, американский актёр и продюсер.
- 15 июля — Иэн Кёртис, музыкант группы «Joy Division».
- 18 июля — Любовь Казарновская, советская и российская оперная певица.
- 31 июля — Майкл Бин, американский актёр.

### Август
- 1 августа — Александр Авдеев, советский гребец-байдарочник.
- 22 августа — Евгений Торчинов, российский учёный-религиовед.
- 31 августа — Масаси Тасиро, японский телевизионный комик.

### Сентябрь
- 8 сентября — Александр Авдеев, российский политик, дипломат.
- 9 сентября — Анатолий Арцебарский, лётчик-космонавт СССР.
- 14 сентября — Костас Караманлис, премьер-министр Греции в 2004—2009 годах.
- 16 сентября — Дэвид Копперфильд, американский иллюзионист.
- 17 сентября — Алмазбек Атамбаев, президент Кыргызстана в 2011—2017 годах.
- 26 сентября — Линда Хэмилтон, американская актриса («Терминатор», «Терминатор 2: Судный день», «Кинг-Конг жив»).

### Октябрь
- 2 октября — Виктор Батурин, российский бизнесмен, продюсер.
- 28 октября — Махмуд Ахмадинежад, президент Ирана в 2005—2013 годах.

### Ноябрь
- 4 ноября — Игорь Тальков, советский поэт, композитор и певец (убит в 1991).
- 7 ноября — Ольга Смородская, российский спортивный менеджер.
- 15 ноября — Максим Никулин, генеральный директор и художественный руководитель Московского цирка Никулина на Цветном бульваре.
- 20 ноября — Бо Дерек, американская актриса.
- 27 ноября — Уильям Фихтнер, американский киноактёр («Нашествие», «Побег», «Контакт», «Эквилибриум»).
- 28 ноября
  - Андрей Ургант, советский и российский актёр, шоумен, телеведущий.
  - Роберто Дзанетти (также известен как Savage), итальянский певец, композитор, продюсер, характерный представитель итало-диско.

### Декабрь
- 1 декабря — Амаяк Акопян, советский и российский цирковой актёр-иллюзионист.
- 16 декабря — Михаил Кожухов, журналист и телеведущий.
- 18 декабря — Райнхольд Эвальд, немецкий астронавт-исследователь.

## Скончались
См. также: Категория:Умершие в 1956 году
- 3 января — Карл Йозеф Вирт, политический и общественный деятель Германии, рейхсканцлер Германии в 1921—1922 годах (род. 1879);
- 23 января — Александр Корда, британский кинорежиссёр венгерского происхождения, создатель кинокартины Леди Гамильтон и других известных фильмов (род. 1893)[42];
- 31 января — Алан Александр Милн, английский писатель (род. 1882)[42];
- 28 февраля — Фридьеш Рис, венгерский математик, один из создателей функционального анализа (род. 1880)[119];
- 12 марта — Болеслав Берут, президент Польши в 1947—1956 годах, премьер-министр Польши в 1952—1954 годах, первый секретарь ЦК Польской объединённой рабочей партии в 1948—1956 годах (род. 1892)[9];
- 17 марта — Ирен Жолио-Кюри, французский физик и радиохимик, лауреат Нобелевской премии по химии 1935 года (род. 1897)[120];
- 10 апреля — Павел Александрович Юдин, министр промышленности строительных материалов СССР в 1950—1956 годах (род. 1902)[121];
- 13 мая — Александр Александрович Фадеев, русский советский писатель, руководитель Союза писателей СССР с 1938 по 1944 и с 1946 по 1954 годы (род. 1901)[30];
- 19 июня — Владимир Афанасьевич Обручев, российский и советский геолог, палеонтолог, географ, автор знаменитых романов «Земля Санникова» и «Плутония» (род. 1863);
- 23 июня — Рейнгольд Морицевич Глиэр, советский композитор, автор балетов (в том числе «Красный мак» и «Медный всадник»), опер, симфоний и других музыкальных произведений (род. 1875);
- 24 июня — Иван Алексеевич Лихачёв, нарком среднего машиностроения (1939—1940), министр автомобильного транспорта и шоссейных дорог СССР (1953—1956) (род. 1896)[122];
- 2 августа — Иван Исидорович Носенко, министр судостроительной промышленности СССР в 1940—1946, 1952—1953, 1954—1956 годах (род. 1902)[123];
- 9 августа — Сергей Михайлович Абалин, советский гос. и парт. деятель, учёный-историк, фронтовик. Один из первых ректоров Московского историко-архивного института;
- 13 августа — Якуб Колас, белорусский писатель (род. 1882);
- 14 августа — Бертольт Брехт, немецкий драматург и поэт (род. 1898)[42];
- 14 августа — Константин фон Нейрат, немецкий нацистский министр иностранных дел Германии (1932—1938), протектор Богемии и Моравии.
- 7 сентября — Отто Юльевич Шмидт, советский математик и астроном, исследователь Арктики, академик (род. 1891)[124];
- 22 сентября — Фредерик Содди, английский физик и радиохимик, лауреат Нобелевской премии по химии 1921 года (род. 1877)[42];
- 28 сентября — Остап Вишня, украинский писатель, журналист;
- 25 октября — Ристо Рюти, финский политический деятель, президент Финляндии с 1940 по 1944 годы (род. 1889);
- 31 октября — Пьетро Бадольо, маршал, премьер-министр Италии в 1943—1944 годах; вывел Италию из Второй мировой войны (род. 1871)[42];
- 14 ноября — Хуан Негрин Лопес, премьер-министр республиканской Испании в 1937—1939 годах (род. 1894);
- 21 декабря — Уолтер Тууз (род. 1887), американский адвокат и политик, судья Верховного суда штата Орегон[англ.];
- 27 декабря — Рудольф Рудольфович Френц, советский художник и педагог (род. 1888);
- 31 декабря — Авраамий Павлович Завенягин, куратор советской металлургии и атомного проекта, министр среднего машиностроения СССР в 1955—1956 годах (род. 1901)[125].

## Нобелевские премии
- Физика — Уильям Брэдфорд Шокли, Джон Бардин и Уолтер Хаузер Браттейн: «За исследования полупроводников и открытие транзисторного эффекта»[126].
- Химия — Николай Николаевич Семёнов и Сирил Норман Хиншелвуд: «За исследования в области механизма химических реакций»[126].
- Физиология и медицина — Андре Курнан, Дикинсон Ричардс, Вернер Форсман: «За открытия, касающиеся катетеризации сердца и патологических изменений в системе кровообращения»[126].
- Литература — Хуан Рамон Хименес: «За лирическую поэзию, образец высокого духа и художественной чистоты в испанской поэзии»[источник не указан 1143 дня].

## Документальные фильмы
- «1956, рождение нового мира» / «1956, naissance d’un nouveau monde» (реж. Венсан де Куанте / Vincent de Cointet, 2017).
- Парфёнов Л.. События, люди, явления 1956 года. (4 ноября 2019). Дата обращения: 6 ноября 2019. Архивировано 17 ноября 2019 года.